# أدولف جروهمان
أدولف جروهمان (1 مارس 1887 في غراتس؛ 21 سبتمبر 1977 في إنسبروك) كان مستعرِب وفقيه لغوي وعالم مصريات نمساوي.

## حياته
بعد اجتيازه امتحان الماتورا، درس أدولف جروهمان في جامعة فيينا فقه اللغات السامية والمصريات وتاريخ الشرق الأدنى والآثار الشرقية. في عام 1911 حصل جروهمان على درجة الدكتوراه (بالألمانية: Dr. phil.)‏.عام 1916 تأهل للأستاذية في اللغة والعصور القديمة في الشرق الأدنى، عام 1918 أصبح جروهمان رئيسًا لمجموعة أوراق البردي في المكتبة الوطنية النمساوية.، وفي عام 1921 عُين أستاذًا جامعيًا.
شغل جروهمان كرسي الأستاذية في فقه اللغة السامية في الجامعة الألمانية في براغ (جامعة كارلوفا) من عام 1923 حتى عام 1945 حيث رأس «المعهد الشرقي» في مؤسسة راينهارد هايدريش [الألمانية]. ثم من 1949 إلى 1956 عمل أستاذًا للتاريخ الإسلامي وعلم الآثار في جامعة فؤاد الأول (جامعة القاهرة). كما عمل أيضًا من عام 1949 إلى عام 1962 أستاذ فخري [الألمانية] في جامعة إنسبروك.
عام 1914 شارك جروهمان في أعمال الحفريات النمساوية-المجرية في بلاطة بفلسطين، وبداية من عام 1930 تولى تحرير البرديات العربية في المكتبة المصرية الملكية في القاهرة حتى عام 1939، ولهذا السبب كان يقضي بضعة أشهر في القاهرة كل عام. في ربيع عام 1939 كان جروهمان في مصر.
عام 1938 قُبِلَ كعضو مُراسل في الأكاديمية النمساوية للعلوم (أصبح عضوا كامل العضوية عام 1961) وعضوا في المجمع العلمي المصري بالقاهرة.
في ديسمبر 1938 انضم جروهمان، الذي كان يُدَرِس في براغ وقتها، إلى الحزب النازي (وكان رقم عضويته 6.652.055).
في مارس 1941 كُلِفَ جروهمان بـ «بفحص مكتبة يهودية من 4000 مجلد» في أوسترافا، وفي حال ثبوت أهميتها أن ينقلها لبراغ.
في أكتوبر 1941، أبلغ وزير تعليم الرايخ (REM) جروهمان أن أدولف هتلر "عينه أستاذًا مدى الحياة في خدمة الرايخ (بالألمانية: Reichsdienst)‏ مدنيا". أبلغه الوزير أنه اتفق مع محافظ الرايخ في بوهيميا ومورافيا اعتبارًا من الأول من أغسطس عام 1941 على تعيينه أستاذا في كلية الفلسفة في الجامعة الألمانية في براغ (جامعة كارلوفا)، كما عُيِنَ مديرًا لندوة فقه اللغات السامية والدراسات الإسلامية في الجامعة.
عندما طلب منه آرثر شاد "Arthur Schaade" وكارل راثجينز مساعدة طالب الدكتوراه الألماني اليهودي هيدويج كلاين [الألمانية]، الذي حاول دون جدوى الهجرة إلى الهند عبر أنتويرب في عام 1939 وأُعتقل في أوشفيتز في يوليو 1942، كان رد فعل جروهمان سلبيا لأنه كان لا يعتقد أن «أي مساعدة أضافية للمذكور ليست خيارا، لأسباب تتعلق بالسُمعة». قُتل كلاين في أوشفيتز بعد ذلك.
قبل نهاية الحرب بوقت قصير، قدم جروهمان طلبًا لأمين الجامعات الألمانية في براغ للإعفاء من الخدمة للفترة من 15 مارس حتى 20 أبريل 1945 «للتفرغ لمهمة بحثية، كلفتني بها مؤسسة راينهارد هايدريش والمعهد الشرقي». في هذه الفترة بدأ جرومان رحلة هروبه النمسا وإنقاذ مكتبته الخاصة.
في عام 1945 فَرَّ جروهمان إلى إنسبروك.
يعتبر أدولف جروهمان خبيرًا في البرديات العربية القديمة وخط المسند.

## بعض من مؤلفاته
- Über den Ursprung und die Entwicklung der äthiopischen Schrift, 1914
- Süd-arabien als Wirtschaftsgebiet. Band 1, Reihe: Schriften der philosophischen Fakultät der Deutschen Universität in Prag, 7. Rohrer, 1930
- Stand und Aufgaben der arabischen Papyrologie im Rahmen der Arabistik. 1939
- Arabic Papyri in the Egyptian Library, Egyptian Library Press, 1955
- Einführung und Chrestomathie zur arabischen Papyruskunde / Band 1, Státni pedagogické nakladelstvi, Prag 1955
- Studien zur historischen Geographie und Verwaltung des frühmittelalterlichen Ägypten, Rohrer, 1959
- Paläographische Probleme im Rahmen der arabischen Papyrologie, Rohrer, 1960
- Papyrologische Studien : zum privaten und gesellschaftlichen Leben in den ersten islamischen Jahrhunderten, Otto Harrassowitz Verlag, Wiesbaden 1995

## للاستزادة
- Ludmilla Hanisch: Die Nachfolger der Exegeten. Deutschsprachige Erforschung des Vorderen Orients in der ersten Hälfte des 20. Jahrhunderts, Otto Harrassowitz Verlag, Wiesbaden 2003 ISBN 3-447-04758-5 S. 188
- Pavel Kolář: Geschichtswissenschaft in Zentraleuropa. Die Universitäten Prag, Wien und Berlin um 1900 Band 1, Akademische Verlagsanstalt, 2008 ISBN 3931982548 S. 115, 237
- Wolfdieter Bihl: Orientalistik an der Universität Wien. Forschungen zwischen Maghreb und Ost- und Südasien. Die Professoren und Dozenten, Böhlau, Wien 2009 ISBN 978-3-205-78371-8 S. 99

## مواقع خارجية
- نصوص عن أدولف جروهمان في فهرس مكتبة ألمانيا الوطنية
- مقال قصير عن أدولف جروهمان في: دليل النمسا.